# Schwabsoien
Schwabsoien là một đô thị tại huyện Weilheim-Schongau, bang Bayern, Đức.